# Indomolannodes excavatus
Indomolannodes excavatus är en nattsländeart som beskrevs av Wiggins 1968. Indomolannodes excavatus ingår i släktet Indomolannodes och familjen skivrörsnattsländor. Inga underarter finns listade i Catalogue of Life.